# The Making of Flying Colors
The Making of Flying Colors è il primo album video del supergruppo statunitense Flying Colors, pubblicato il 18 agosto 2012 dalla Radiant Records.

## Descrizione
Contiene un documentario mostrante il processo di creazione e di registrazione dell'album di debutto dei Flying Colors, uscito nel 2012.

## Tracce
1. The Making of Flying Colors – 55:09